# Советская Крестьянка
Сове́тская Крестья́нка — деревня в Тарском районе Омской области. Входит в Черняевское сельское поселение.
Расположена на реке Ибейка в 6,5 км к западу от Черняево, в 21 км к югу от Тары, в 200 км к северо-северо-востоку от Омска. Местность равнинная, усеянная островками леса. Имеется мост через реку в деревне.
Вблизи деревни проходит тупиковая местная дорога Черняево — Кольтюгино, выходящая на востоке к автодороге Омск — Тара.
Деревня находится в составе Тарского района с 1929 года (за исключением 1934-35 годов, когда относилась к Колосовскому району).

## Население
| 2002 | 2010 |
| ---- | ---- |
| 29   | ↗39  |

Национальный состав: русские — 77 %, татары — 10 %, немцы — 10 %.